# دوبلین
دوبلین (به انگلیسی: Dublin) (خوانده شود ‎/ˈdʌblɪn/‎) پایتخت و پرجمعیت‌ترین شهر کشور جمهوری ایرلند است. این شهر بیش از یک میلیون نفر جمعیت دارد و در کرانه رود لیفی واقع شده‌است. این شهر از سال ۱۹۲۲ رسماً به عنوان پایتخت جمهوری ایرلند معرفی گردید. دین بیشتر مردم دوبلین مسیحی کاتولیک است.
این شهر دوران تاریخی مختلفی را از سر گذرانده‌است. وایکینگ‌ها، مردم نروژی، سلت‌ها، اقوام نورمان، انگلیسی‌ها اقوامی بودند که دوره‌ای بر این شهر حاکم بوده‌اند. در دو دوره متوالی طاعون در این شهر شیوع پیدا کرد و شمار زیادی از مردم دوبلین در قرون وسطی بر اثر ابتلا به طاعون درگذشتند.
شهر دوبلین مانند برخی دیگر از شهرهای ایرلند جدا از محدوده شهرستان نوعی فرمانداری ویژه برای خود دارد و به صورت جدا از سایر بخش‌ها اداره می‌شود. شهرهای کورک و گالوی و واترفورد نیز وضعیتی مشابه دارند. بر اساس یک پژوهش انجام شده شهر دوبلین در فهرست ۳۰ شهر برتر دنیا قرار داده شده‌است. در گذشته دوبلین مرکز فرهنگ و اقتصاد کشور ایرلند بود. کما اینکه هنوز نیز در این کشور چنین جایگاهی دارد و بیشتر مراودات سیاسی و تجاری و سرمایه‌گذاری‌ها در ایرلند معطوف به دوبلین هستند.

## ریشه نام
نام دوبلین از زبان ایرلندی و واژه داب لین (به ایرلندی:Dubh Linn) به معنی برکه سیاه گرفته شده‌است. نام متداول این شهر در زبان ایرلندی مدرن بایله آتا کلایث (به ایرلندی Baile Átha Cliath) است که معنی شهر سد معبر را می‌دهد. این نام به دلیل وجود رودخانه پرآب در محدوده شهری رایج شده‌است.
در گذشته نام شهر دوبلین تحت تأثیر لهجه حاکمان یا مردم ادوار مختلف متفاوت تلفظ می‌شده و به عنوان نمونه در زبان انگلیسی باستان شهر را دیفلین (Difelin) در زبان نروژی باستان آن را (Dyflin) می‌نامیدند. مردم ایسلند که امروزه زبان نسبتاً کهنه‌تری را نسبت به سایر ژرمن‌زبان‌ها دارند این شهر را در زبان ایسلندی (Dyflinn) می‌نویسند.

## تاریخچه

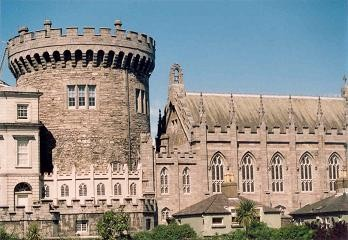
قلعه تاریخی دوبلین

شهر دوبلین برای نخستین بار توسط وایکینگ‌ها بنیان نهاده‌شد. پس از تهاجم نورمن‌ها تحت حاکمیت آن‌ها درآمد. نخستین اشاره به وجود شهری در محدوده کنون دوبلین به نوشته‌های بطلمیوس بازمی‌گردد. ممکن است که دوبلین در سده نخست پیش از میلاد مسکونی بوده‌باشد اما شهر کنونی فعلی در ۸۴۱ بدست نروژی‌ها بنیان نهاده‌شد. نروژی‌ها تا پایان هزاره یکم میلادی در این شهر بودند و پس از آن دوبلین از دست نروژی‌ها خارج شد اگرچه پادشاه شهر همچنان یک نروژی باقی‌ماند. پس از آن در پی نبردهایی با سلت‌ها و در نهایت نورمن‌ها نفوذ عناصر نروژی در این شهر به پایان رسید. پس از آن دوبلین دوره اشراف‌سالاری را آغاز نمود که تا سال ۱۸۴۰ که اصلاحاتی بزرگ پدید آمد دوام داشت. در سال ۱۳۴۸ شهر دوبلین از پدیده طاعون سیاه آسیب فراوان دید. این شهر در قرن هفدهم دارای رشد بالایی بود و به سرعت پیشرفت نمود به نحوی که جمعیت دوبلین از ۱۰۰۰۰ نفر در سال ۱۶۰۰ به ۵۰٬۰۰۰ نفر در ۱۷۰۰ دست یافت؛ و حتی برای مدتی در قرن هجدهم این شهر به دومین شهر بزرگ تحت حاکمیت امپراتوری بریتانیا تبدیل شد. اما در آغاز قرن نوزدهم از اهمیت این شهر کاسته شد با این‌حال همچنان مهم‌ترین و اصلی‌ترین شهر در جزیره ایرلند باقی‌ماند. رشد و توسعه بلفاست سرعت بیشتری نسبت به دوبلین داشت. شهر دوبلین از سال ۱۸۰۱ تا ۱۹۲۱ بخشی از پادشاهی متحد بریتانیای کبیر و ایرلند بود. از سال ۱۹۰۶ جنگ‌های داخلی ایرلند و جنگ ایرلند و انگلستان آغاز شد و به جدایی بخش جنوبی جزیره ایرلند از بریتانیا انجامید و در این‌دوره دوبلین مرکز تحرکات ایرلندی‌ها بود. با این‌حال شهر بلفاست که مردمش برخلاف دوبلینی‌های کاتولیک، مذهب پروتستان داشتند تحت انقیاد بریتانیا باقی‌ماندند. در این سال بدنبال جدایی دو ایرلند این شهر مرکز جمهوری ایرلند شد که تا به امروز نیز این وضعیت ادامه دارد.

## جغرافیای شهر

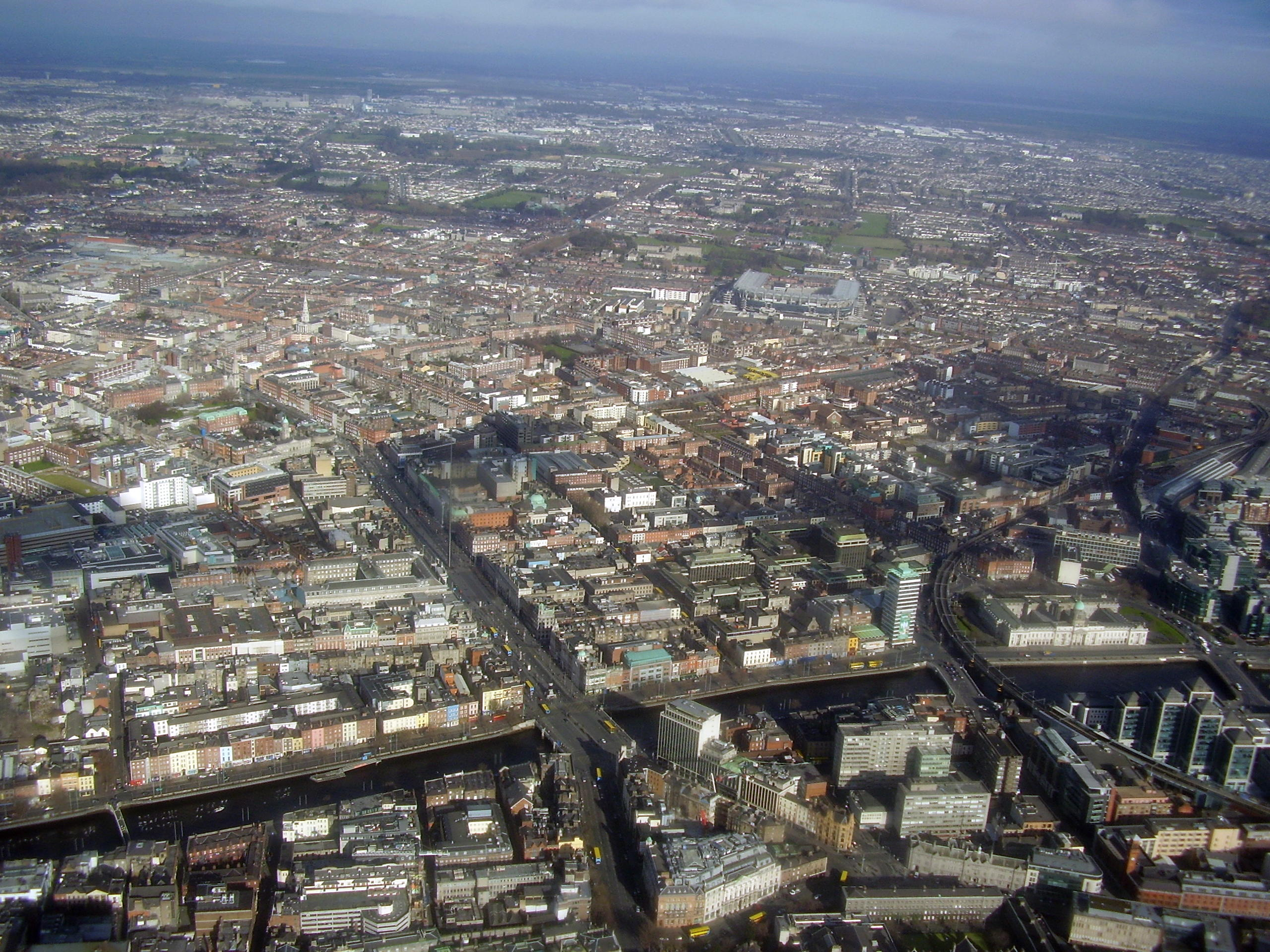
نگاره هوایی از منطقه شمال شهر دوبلین

دوبلین در نزدیکی میانه‌های خط ساحلی شرقی ایرلند و در کرانهٔ رود لیفی واقع شده‌است. جمعیت کل شهر دوبلین بالغ بر ۱٫۶۶ میلیون نفر است و مساحتی بالغ بر ۱۱۵ کیلومتر مربع را داراست. کوه‌های کم‌ارتفاعی نیز در امتداد جنوبی دوبلین واقع شده‌اند.

### شهرنشینی
این رودخانه از میان شهر دوبلین عبور کرده و آن را به دو بخش جنوبی و شمالی تقسیم کرده‌است. نیمه شمالی منطقه‌ای کارگری و دارای دفاتر اداری بوده و نیمه جنوبی را طبقه متوسط و بالای شهر در اختیار دارند. مردم این دو منطقه لهجه‌ای نسبتاً متفاوت از یکدیگر دارد که به جایگاه اجتماعی آنان بازمی‌گردد. از نظر اقتصادی هم هرکدام از نیمه‌های شمالی و جنوبی به دو نیمه شرقی و غربی نیز تقسیم می‌شوند.

### آب و هوا
هوای ایرلند سرد و مرطوب است و دمای هوای شهر دوبلین به نسبت شهرهای دیگر شمال غرب اروپا معتدل‌تر است. میانگین دما در ژوئیه که گرم‌ترین ماه است به ۱۸ درجه سانتی‌گراد می‌رسد. این در حالیست که در سردترین ماه‌های سال که ژانویه و فوریه هستند میانگین دمای هوای شهر ۳٫۵ درجه سانتیگراد است. میزان بارش سالیانه در دوبلین نیز ۶۹۵ میلی‌متر گزارش شده‌است. شهر در زمستان که از نوامبر تا مارس طول می‌کشد سردترین زمان خود و پرباران‌ترین فصل را تجربه می‌کند. جریان بادهای شدید اطلس نیز در فصل پائیز در این شهر شدت می‌گیرد. اما با وجود شرقی بودن این شهر نسبت به سایر شهرها و نقاط ایرلند در این دوره شهر دوبلین وضعیت آب و هوایی مساعدتری در برابر سایر مناطق کشور دارد.

## ترابری
سامانه ترابری در شهر دوبلین بسیار پیشرفته‌است و راه‌های درون‌شهری و برون‌شهری و قطار و راه‌های هوایی از مهم‌ترین سامانه‌های ترابری در این شهر محسوب می‌شوند. همچنین بیشتر خیابان‌های اصلی و پرتردد شهر دارای خط ویژه دوچرخه سواری هستند.

### راه‌های زمینی
شهر دوبلین دارای شمار زیادی اتوبان درون‌شهری است که به آن‌ها بزرگراه‌های ام. پنجاه می‌گویند که نقاط مختلف شرق و غرب و شمال و جنوب این شهر را به‌یکدیگر متصل می‌کند. شمار ۲۰۰ اتوبوس تندرو شهری در نقاط مختلف ایرلند اقدام به حمل و جابجایی مسافران می‌کنند که عمدتاً توسط سازمان اتوبوسرانی دوبلین کنترل می‌شوند. همچنین شماری اتوبوس‌های کوچکتر نیز در این شهر بدون محدودیت در عبور از محل‌های ویژه جابجایی مسافر می‌کنند.

### راه‌آهن
راه‌آهن در دوبلین دارای دو ایستگاه است که مسیرهای درون‌شهری و برون‌شهری دارند. یکی از این ایستگاه‌ها به مقصد مالاهید شهری در نزدیکی دوبلین است. نیز یک ایستگاه حرکت قطارهای تندرو از نوع قطار خودگرانشی دیزلی نیز در ایرلند فعالیت دارد. قطارهای واگن برقی نیز در شهر دوبلین استفاده می‌شوند.

### خطوط هوایی
فرودگاه دوبلین در درون محدوده شهر دوبلین قرار گرفته و پروازهای منظمی به نقاط مختلف جهان دارد. شرکت‌های هوایی متعددی در این فرودگاه فعالیت دارند که مهم‌ترین آن‌ها رایان ایر، ایر آران و ایر لینگوس هستند. فرودگاه دوبلین به همراه فرودگاه‌های شهر شانون و کورک از شلوغ‌ترین فرودگاه‌های کشور ایرلند است و پروازهایی به آمریکا و کانادا و خاورمیانه دارد. ساختمان جدید فرودگاه دوبلین در نوامبر ۲۰۱۰ به بهره‌برداری رسید.

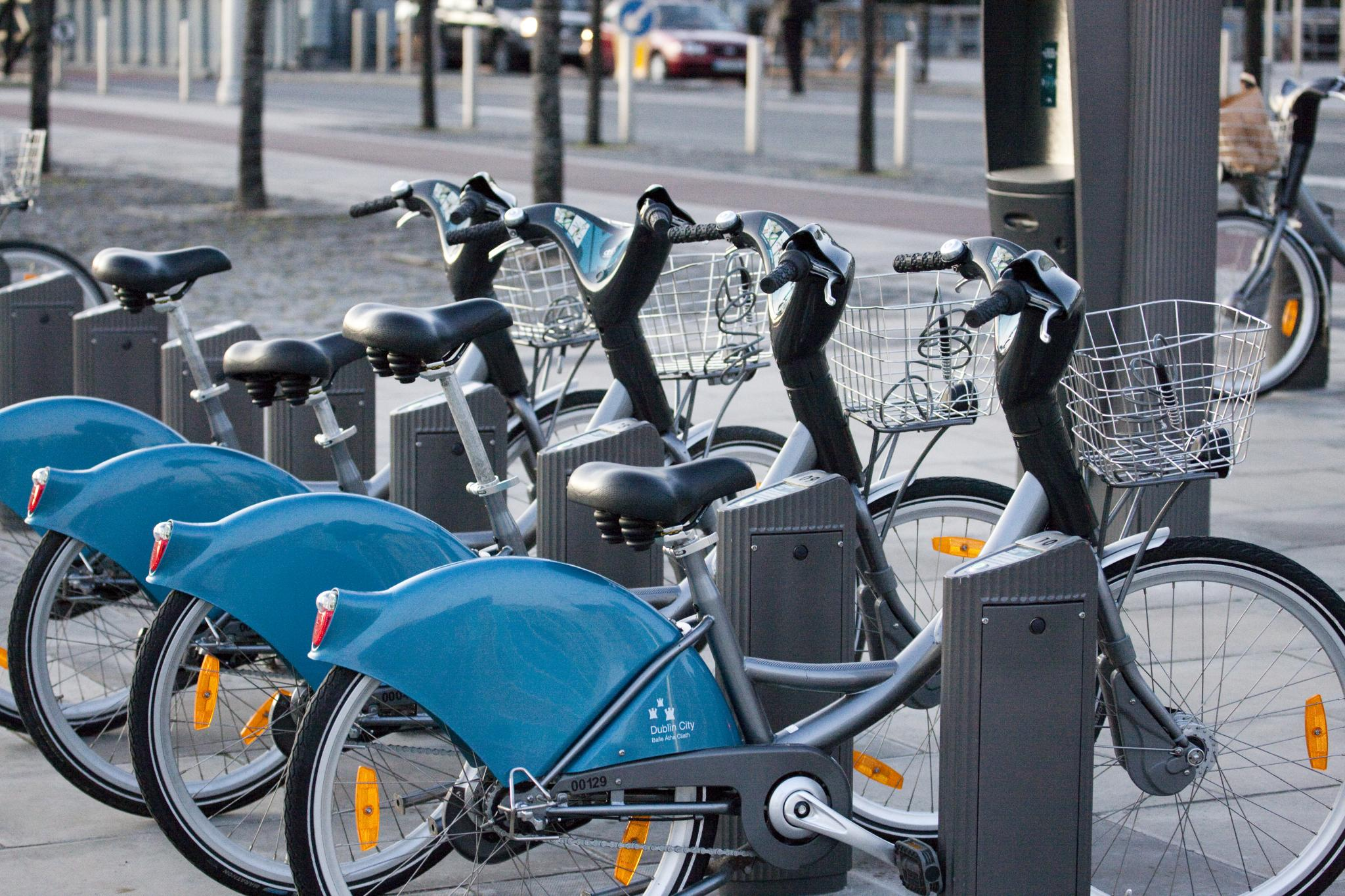
ایستگاه دوچرخه عمومی در یکی از خیابان‌های شهر دوبلین. درحال حاضر ۴۴ ایستگاه دوچرخه در دوبلین وجود دارد.

### خطوط دوچرخه‌سواری
از سال ۲۰۰۹ خطوط ویژه دوچرخه‌سواری برای کاهش آلایندگی و سلامت فردی در شهر دوبلین راه‌اندازی شد. در این روش استفاده‌کنندگان با پرداخت مبلغ اندکی دوچرخه را برای طی مسیر از ایستگاه ویژه‌اش در اختیار می‌گیرند. سی دقیقه نخست استفاده رایگان است و پس از آن به مبلغ کرایه افزوده می‌شود با این‌حال هزینه‌اش پائین‌تر از استفاده از خطوط تاکسی و مترو است. در حال حاضر ۵۵۰ دوچرخه عمومی و ۴۴ ایستگاه دوچرخه در شهر دوبلین تدارک دیده شده و در چشم‌انداز توسعه این روش اعلام کرده‌اند که قصد دارند شمار دوچرخه‌های عمومی در دوبلین را به عدد ۵۰۰۰ و شمار ایستگاه‌ها را به ۳۰۰ ایستگاه افزایش دهند.

## آموزش و تحصیلات

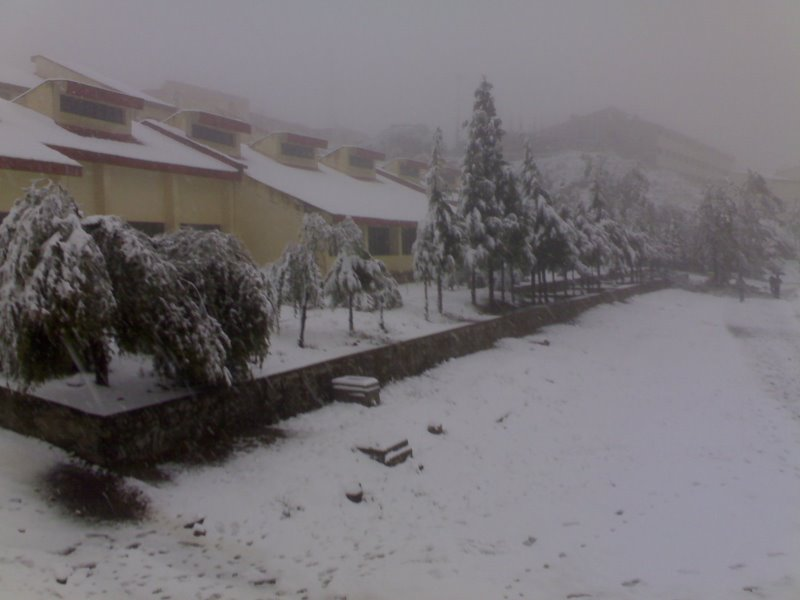
دانشگاه ترینیتی

مرکز اصلی آموزش در کشور جمهوری ایرلند شهر دوبلین است با سه دانشگاه بزرگ و معتبر اصلی و شمار زیادی انستیتوی آموزش عالی. همچنین در شهر دوبلین بیش از بیست دانشگاه درجه سه قرار دارند. دوبلین سال ۲۰۱۲ عنوان پایتخت علمی اروپا را داشت. قدیمی‌ترین دانشگاه این شهر دانشگاه دوبلین است که قدمت آن به سده شانزدهم بازمی‌گردد و در مرکز شهر دوبلین واقع شده‌است. این دانشگاه که توسط ملکه الیزابت اول تأسیس شده بود تا زمان آزادی کاتولیک‌ها در ایرلند بروی معتقدان این مذهب بسته بود. سلسله مراتب کلیسای کاتولیک نیز تا سال ۱۹۷۰ حضور در آن را ممنوع اعلام کرده بود. این دانشگاه امروزه ۱۵٬۰۰۰ دانشجو دارد. وزارت آموزش و پرورش ایرلند در شهر دوبلین قرار دارد.

## مردم‌شناسی
جمعیت منطقه اصلی شهر دوبلین بر اساس سرشماری سال ۲۰۱۱ حدود ۵۲۵٬۳۸۳ نفر بود که کل مناطق شهرنشین دوبلین جمعیتی در حدود ۱٬۲۰۰٬۷۶۹ را ثبت کرده‌است. منطقه شهرستان دوبلین دارای جمعیتی حدود ۱٬۲۷۰٬۶۰۳ است. دوبلین از نظر رشد جمعیت مترقی است و تخمین زده می‌شود که جمعیت آن تا سال ۲۰۲۰ میلادی به ۲٫۱ میلیون نفر برسد.
از سال ۱۹۹۰ تا کنون شهر دوبلین شاهد رشد گسترده مهاجرت به این شهر بوده و جمعیت زیادی از مهاجران عمدتاً اروپایی از آن زمان تا کنون به دوبلین وارد می‌شوند. بیشتر مهاجران خارجی مقیم شده در دوبلین اهل انگلستان، لهستان و لیتوانی هستند. همچنین شمار زیادی از مهاجران غیر اروپایی نیز در دوبلین ساکن هستند که عمدتاً چینی و نیجریه‌ای هستند. شمار این مهاجران ساکن در دوبلین ۶۰٪ جمعیت غیراروپایی‌های مقیم جمهوری ایرلند است. در سال ۲۰۰۶ جمعیت خارجی‌های مقیم استان دوبلین حدود ۱۴٪ و ساکنان خارجی مقیم شهر دوبلین حدود ۱۷٫۵٪ گزارش شده‌بود.

## شاخصه‌های فرهنگی

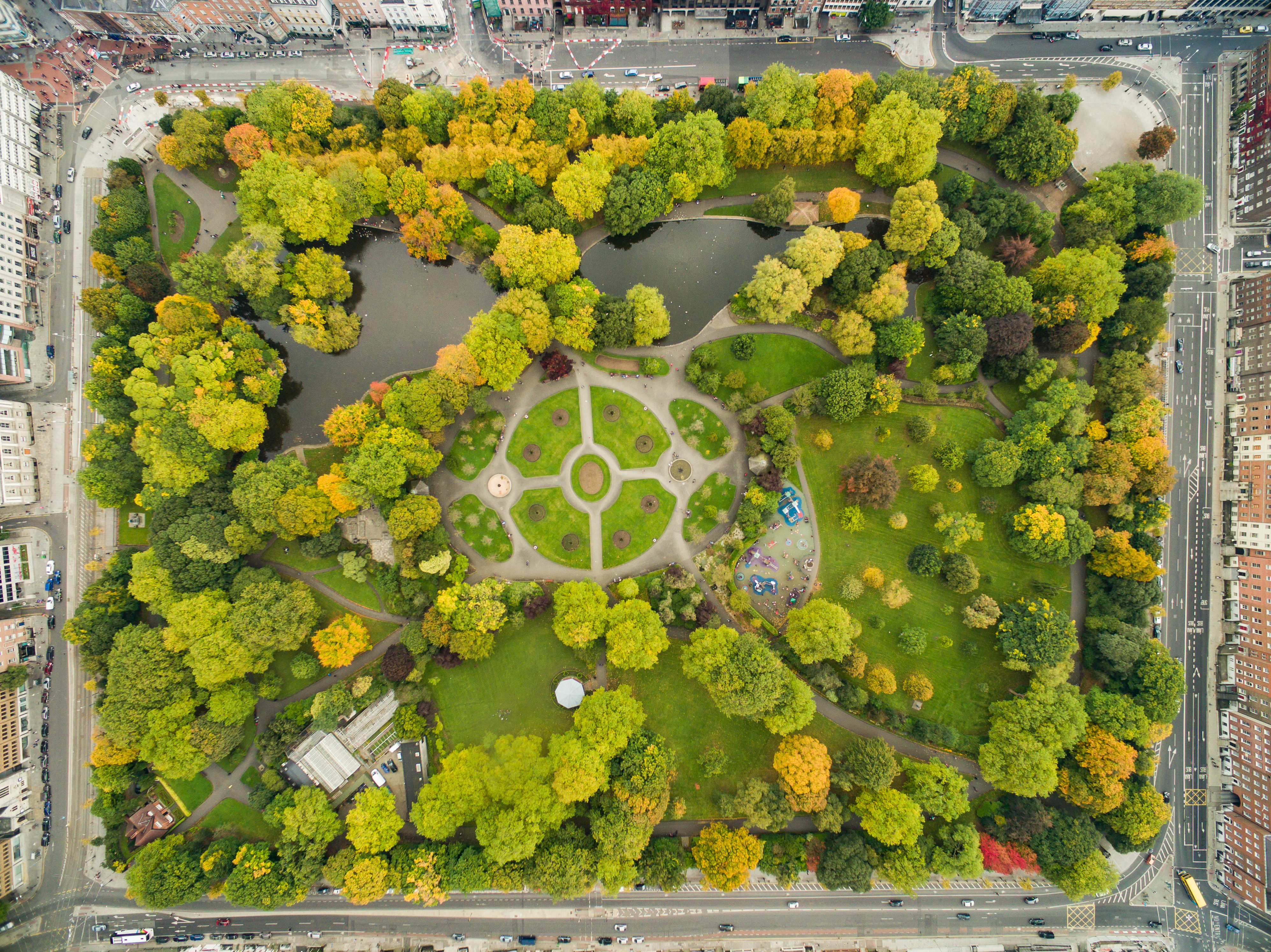
نمایی هوایی از سَن‌اِستفانِ سبز در مرکز دوبلین. این پارک شهری از اماکن دیدنی دوبلین محسوب می‌شود.

دوبلین بزرگ‌ترین شهر ایرلند و مرکز اصلی امور و مسائل فرهنگی و هنری این کشور اروپایی است. این شهر دارای مکاتب ویژهٔ ادبی و هنری بوده‌است. تفاوت‌های فرهنگی و زبانی و مذهبی مردم این شهر با شهرهای بزرگ بریتانیا موجب وضوح و آشکاری شکاف فرهنگی بین اهالی بزرگ‌ترین شهر جزیره ایرلند با مردم جزیره بریتانیا شده‌است.

### هنر و ادبیات
دوبلین دارای شمار قابل توجهی از بزرگان و نام‌آوران عرصه هنر و ادبیات است. سه نفر از اهالی این شهر بنام‌های جورج برنارد شاو، ویلیام باتلر ییتس و ساموئل بکت نمایشنامه‌نویس مشهور تا کنون موفق به دریافت جایزه ادبی نوبل شده‌اند. همچنین از دیگر بزرگان شهر دوبلین در عرصه ادبیات می‌توان به جیمز جویس نویسنده شهیر ایرلندی و خالق آثار معروفی چون دوبلینی‌ها و اولیس، و نیز اسکار وایلد، جاناتان سویفت و برام استوکر خالق داستان دراکولا اشاره نمود و همچنین می‌توان بونو را به عنوان ستاره راک و همچنین فعال حقوق بشر در دنیا که اهل دوبلین است نام برد. در سال ۲۰۱۰ دوبلین از سوی یونسکو به همراه ادینبرو و آیووا سیتی به عنوان شهر ادبی یونسکو برگزیده شد.
موزه ملی ایرلند و مرکز ارکستر و اپرای شهر دوبلین از مناطق مهم فرهنگی هنری شهر دوبلین هستند. مراکز موسیقی و تئاتر زیادی نیز در این شهر یافت می‌شوند که مهم‌ترین آن مرکز فرهنگی باروک است.

### مراکز خرید و تفریح

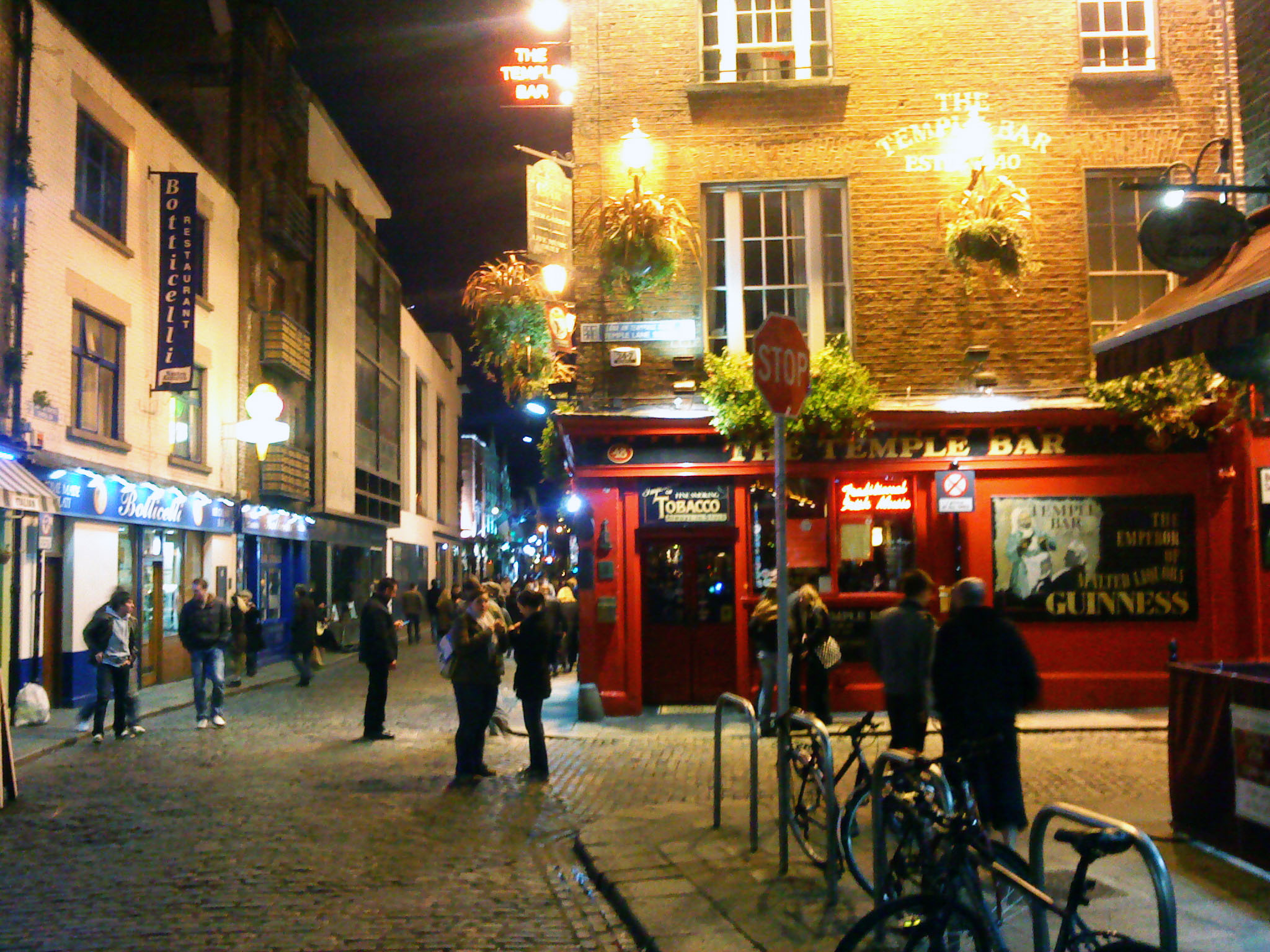
تمپل بار یکی از مراکز اصلی تفریحی توریستی در مرکز شهر دوبلین

زندگی شبانه در دوبلین بسیار پر جنب و جوش است و این شهر یکی از جوان‌ترین شهرهای اروپاست. به گونه‌ای که بیش از ۵۰٪ جمعیت شهر زیر ۲۵ سال سن دارند. مرکز شهر دوبلین که مراکز خرید نیز در آنجا واقع شده دارای شمار زیادی از کلوب‌های شبانه است که از مراکز عمده تفریح و تجمع جمعیت جوان این شهر بشمار می‌رود. در این مناطق استودیوهای موسیقی و سالن‌های اجرای کوچک و نیز تئاترها و نوازندگی‌ها و عکاسی خیابانی نیز رواج گسترده دارد. موسیقی خیابانی در این شهر رواج دارد و شماری از خوانندگان و گروه‌های موفق موسیقی جهان مانند یوتو، وست‌لایف، ثین لیزی، شینید اوکانر از همین خیابان‌ها پا گرفته‌اند.
همچنین شهر دوبلین شمار زیادی خیابان تجاری دارد که به‌طور کلی در آن‌ها به عرضه کالا و خدمات می‌پردازند و مرکز عمده تجمع توریست‌هاست. این مناطق از آن‌جا که در کنار مراکز تفریحی فرهنگی نیز قرار دارند بسیار شلوغ و پرتردد هستند. یک پروژه ۸۰۰ میلیون یورویی در دوبلین به ساخت یک مرکز خرید جدید و بزرگ انجامید با ۴۷ فروشگاه بزرگ و ۱۷۵ آپارتمان و دفتر اداری و یک هتل پنج ستاره که به آن کوارتر شمال شرق می‌گویند. با وجود پیشرفت شهر و نوسازی مراکز خرید هنوز برخی بازارهای قدیمی و سنتی در دوبلین باقی‌مانده‌اند که معروف‌ترین آن‌ها بازار خیابان مور نام دارد.

### ورزش

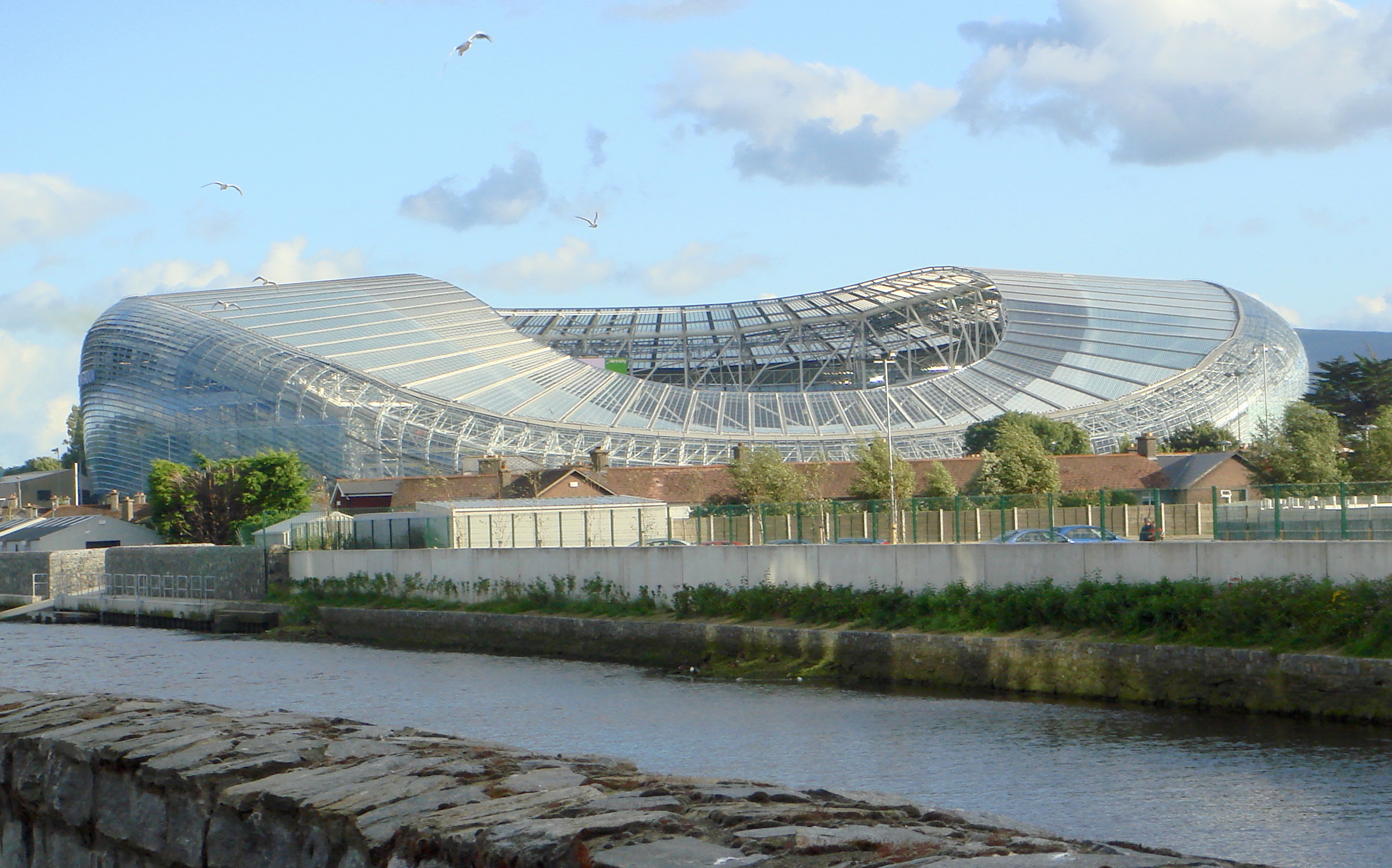
استادیوم آویوا در شهر دوبلین، محل برگزاری دیدار پایانی جام یوفا در سال ۲۰۱۱

ورزش محبوب مردم دوبلین فوتبال است با این‌حال بیشتر بازیکنان تراز اول ایرلندی و ملی‌پوشان تیم ملی ایرلند در لیگ برتر انگلستان بازی می‌کنند. با این‌حال ورزشگاه ملی شهر دوبلین که کورک پارک نام دارد با گنجایش ۸۲٬۳۰۰ نفر پس از ورزشگاه نیوکمپ بارسلون و ویمبلی لندن سومین استادیوم بزرگ اروپا محسوب می‌شود. این استادیوم به صورت سنتی به بازی‌های فوتبال گیلیک اختصاص دارد اما بازی‌های فوتبال نیز در آن انجام می‌شود. به دنبال پیوستن تیم ملی راگبی جمهوری ایرلند به فدراسیون بین‌المللی این رشته ورزشی استادیومی بنام آویوا با ظرفیت ۵۵٬۰۰۰ نفر ساخته شد. این ورزشگاه از سوی اتحادیه فوتبال اروپا به عنوان محل برگزاری دیدار پایانی رقابت‌های جام یوفا در سال ۲۰۱۱ برگزیده شد. در آن مسابقه تیم فوتبال پورتو با نتیجه یک بر صفر بر تیم اس. سی پراگ چیره شد. در این ورزشگاه بازی‌های راگبی ۱۵ نفره نیز برگزار می‌شود. در شهر دوبلین از سال ۱۹۸۰ تا کنون رقابت‌های دو ماراتن دوبلین در آخرین دوشنبه اکتبر هر سال برگزار می‌شود.
شهرهای خواهر خوانده دوبلین به شرح زیر هستند:
| شهر                 | کشور                | از تاریخ |
| ------------------- | ------------------- | -------- |
| سان خوزه، کالیفرنیا | ایالات متحده آمریکا | ۱۹۸۶     |
| لیورپول             | انگلستان            | ۱۹۹۷     |
| بارسلونا            | اسپانیا             | ۱۹۹۸     |
| پکن                 | چین                 | ۲۰۱۱     |